# Michael Rüsenberg

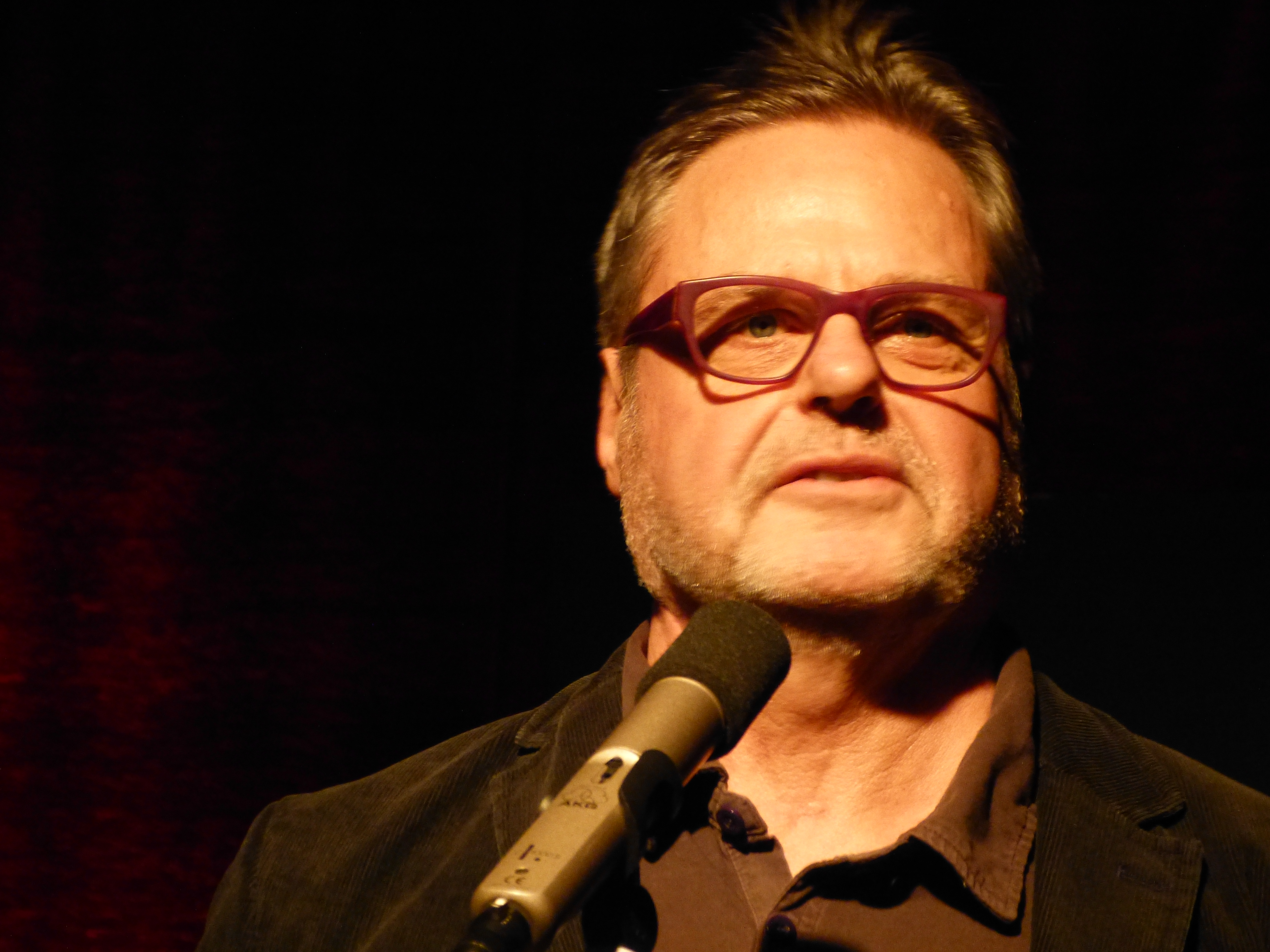
Michael Rüsenberg bei seinem jazzcity.de-Fest im Loft (Köln) am 17. Januar 2014

Michael Rüsenberg (* 1948 in Essen) ist ein deutscher Musikjournalist, Autor und Klangkünstler.

## Leben und Wirken
Rüsenberg absolvierte eine kaufmännische Lehre und lebt seit 1969 in Köln, wo er sein Abitur absolvierte, um dann Theater-, Film- und Fernsehwissenschaft sowie Soziologie und Philosophie zu studieren. Er ist Ko-Autor dreier sozialwissenschaftlicher Studien zum Konzertpublikum unterschiedlicher Genres in den 1970ern und 1980er Jahren.
Seit 1970 ist Rüsenberg journalistisch aktiv, zunächst für den Club 17 der Kölnischen Rundschau. Dann schrieb er für die Frankfurter Allgemeine Zeitung und Süddeutsche Zeitung ebenso wie aktuell für die Frankfurter Rundschau. Seit 1973 ist er im Hörfunk tätig, bis 2019 für den WDR; er moderierte Sendungen wie In Between auf WDR 2 und Jazzcity auf WDR 5. Weiterhin arbeitet er für den Deutschlandfunk, SWR und NDR. Daneben war er zeitweise auch als Fernsehjournalist tätig; für den Dokumentarfilm Schöne Poesie ist Krampf im Klassenkampf, Essener Songtage 1968 erhielt er 1989 den Adolf-Grimme-Preis mit Silber (zusammen mit Joachim Rüsenberg). Gemeinsam mit Christian Wagner produzierte er die Albert Mangelsdorff Rolle (eine viereinhalbstündige Dokumentation, die 2000 im Rockpalast lief). In seiner Gesprächsreihe „Speak Like a Child“ unterhält er sich seit 2018 (zumeist auf der Bühne des Kölner Stadtgartens) mit Jazzmusikern über ihre ganz persönlichen Lebenswirklichkeiten und die daraus resultierende Herangehensweise an das Produzieren und Aufführen von Musik. In seiner Reihe „Gedankensprünge“ spricht er in Bonn mit Philosophen über deren Erkenntnisse.
Seit 1991 beschäftigt Rüsenberg sich auch als Komponist und Hörspielautor mit Klangkunst. Bei seinen Werken geht er von Originalklängen aus, die er durch Montage verdichtet. Beispielsweise entwickelte er zu Peter Hölschers [orange]scape eine aus Klängen aus dem Maghreb komponierte Soundscape Maghrebinia.
Den WDR-Jazzpreis 2015 in der Kategorie „Ehrenpreis“ bekam Rüsenberg „für ein herausragendes journalistisches Lebenswerk“.

## Diskographische Hinweise
- Michael Rüsenberg / Hans Ulrich Werner: Lisboa – a soundscape portrait ZwergProductions, 1994
- Michael Rüsenberg / Hans Ulrich Werner, Francisco López, Pedro Elias: Madrid – a soundscape collective ZwergProductions, 1995
- Michael Rüsenberg La Palma – a soundscape excursion ZwergProductions, 1997
- Michael Rüsenberg Roma – a soundscape remix noteworks, 1998
- Michael Rüsenberg Kölner Brücken Sinfonie noteworks, 1999
- Norbert Stein: PataMaroc Patamusic, 1999
- Michael Rüsenberg: essen.momente RealAmbient, 2002
- Michael Rüsenberg: La Défense – stage urbain RealAmbient, 2003
- Michael Rüsenberg: Lisboa. Reloaded RealAmbient, 2005

## Schriften

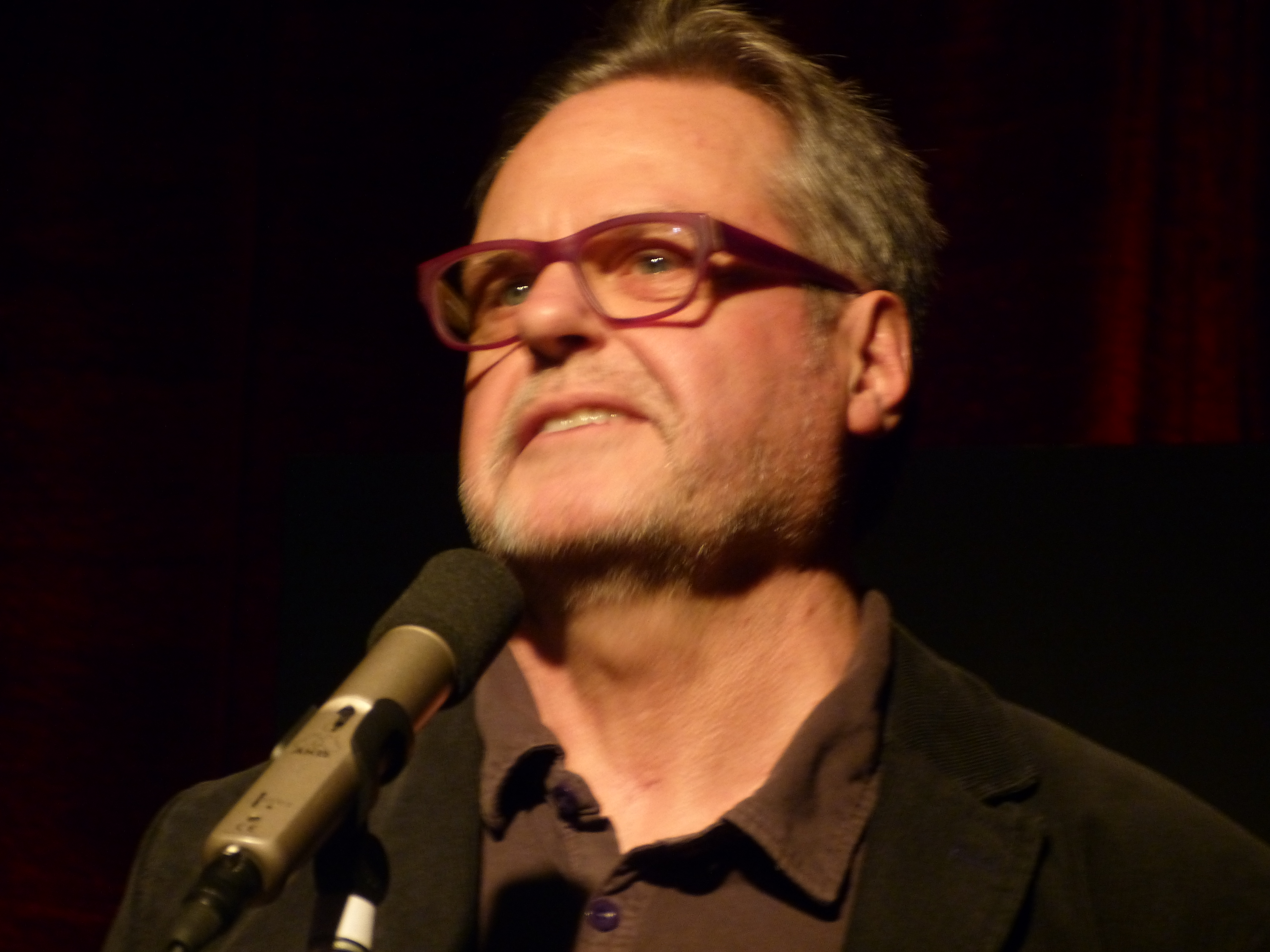
Michael Rüsenberg 2014

- Rainer Dollase, Michael Rüsenberg, Hans J. Stollenwerk: Rock People oder Die befragte Szene Fischer, Frankfurt am Main 1974
- Rainer Dollase, Michael Rüsenberg, Hans J. Stollenwerk: Das Jazzpublikum. Zur Sozialpsychologie einer kulturellen Minderheit Schott, Mainz 1978
- Rainer Dollase, Michael Rüsenberg, Hans J. Stollenwerk: Demoskopie im Konzertsaal Schott, Mainz 1986
- Michael Rüsenberg: Bitte sprechen Sie nach dem Pfeifton! Ein Telefonbuch Klein+Blechinger, Köln, 1990
- Volker Bernius und Michael Rüsenberg (Hrsg.): Sinfonie des Lebens : Begleitband zum Funkkolleg Musik. Schott, Mainz, 2011
- Georg W. Bertram und Michael Rüsenberg: Improvisieren! Lob der Ungewissheit. Reclam, Ditzingen, 2022